# Prinzip des kleinsten Zwanges
Prinzip des kleinsten Zwanges (auch gaußsches Prinzip des kleinsten Zwanges) ist ein von Carl Friedrich Gauß 1829 aufgestellter und von Philip Jourdain ergänzter Satz der klassischen Mechanik, wonach ein mechanisches System sich so bewegt, dass der Zwang zu jedem Zeitpunkt {\displaystyle t} minimiert wird.
Der Zwang ist dabei definiert als:
{\displaystyle Z=\sum _{i}{\frac {1}{2m_{i}}}({\vec {F}}_{i}-m_{i}{\vec {a}}_{i})^{2}=\sum _{i}{\frac {m_{i}}{2}}\left({\frac {{\vec {F}}_{i}}{m_{i}}}-{\vec {a}}_{i}\right)^{2}}
wobei über die Massenpunkte i summiert wird, mit den vorgegebenen eingeprägten Kräften {\displaystyle {\vec {F}}_{i}}, den Massen der Punktteilchen {\displaystyle m_{i}} und den Beschleunigungen {\displaystyle {\vec {a}}_{i}}. Die einzelnen Punktteilchen, aus denen man sich das System zusammengesetzt denkt, sind dabei zusätzlichen Zwangsbedingungen unterworfen. Die eingeprägten Kräfte dürfen explizit von der Zeit, vom Ort und der Geschwindigkeit abhängen, nicht jedoch von der Beschleunigung.
Bei der Minimierung des Zwanges bezüglich der Beschleunigungen stehen alle mit den Zwangsbedingungen verträglichen Bewegungen zur Konkurrenz, bei denen zur Zeit {\displaystyle t} die Lagen und die Geschwindigkeiten übereinstimmen. Konkurrenz bedeutet, dass alle möglichen Bewegungen betrachtet werden – auch die, die wegen des Prinzip des kleinsten Zwanges in der Realität gar nicht auftreten.
In der obigen Gleichung stehen die Differenzen zwischen den Beschleunigungen der Massenelemente und den Beschleunigungen, die sie als freie Massen unter der Einwirkung der an ihnen angreifenden eingeprägten Kräfte erfahren würden. Das Prinzip lässt sich damit wie folgt formulieren:
{\displaystyle Z={\mathsf {min}}}
bzw. 
{\displaystyle \delta Z=0},
mit {\displaystyle \delta {\vec {r}}=0,\quad \delta {\vec {v}}=0} (nur die Beschleunigung wird variiert).
Das Prinzip des kleinsten Zwangs ist für sehr allgemein formulierte Zwangsbedingungen gültig. In diese können die Zeit, die Orte und Geschwindigkeiten nichtlinear eingehen. Dadurch grenzt sich das Prinzip des kleinsten Zwangs zum Beispiel vom d'Alembert'schen Prinzip der virtuellen Arbeit ab, bei dem in der einfachsten Fassung holonome Zwangsbedingungen gefordert werden. Cornelius Lanczos nennt es eine geniale Neuinterpretation des d'Alembertschen Prinzips der Mechanik durch Carl Friedrich Gauß, der damit eine Formulierung der mechanischen Prinzipien gefunden hatte, die in der Form seiner Methode der kleinsten Quadrate eng verwandt war. 

## Beispiel

Abbildung 1: Zwei-Massen-Pendel

Gegeben ist ein Pendel mit 2 Punktmassen und masseloser starrer Stange (s. Abbildung 1). Die Kräfte Fe1 und Fe2 sind die eingeprägten Kräfte mit den Beträgen m1g und m2g. at1 und at2 sind die Tangentialbeschleunigungen der Massen m1 und m2, an1 und an2 die zugehörigen Normalbeschleunigungen. Der Zwang ist damit:
{\displaystyle \sum _{i=1}^{2}m_{i}\left[\left(a_{ti}+g\sin \phi \right)^{2}+\left(a_{ni}+g\cos \phi \right)^{2}\right]}
Bei der Bestimmung des Minimums für obigen Ausdruck ist zu beachten, dass die Variation der Normalbeschleunigungen wegen der gelenkigen Aufhängung verschwindet, während für die Tangentialbeschleunigungen gilt:
{\displaystyle a_{ti}=r_{i}{\ddot {\phi }}}
und
{\displaystyle \delta a_{ti}=r_{i}\delta {\ddot {\phi }}}
Somit wird
{\displaystyle \delta \sum _{i=1}^{2}m_{i}\left[\left(a_{ti}+g\sin \phi \right)^{2}+\left(a_{ni}+g\cos \phi \right)^{2}\right]=}
{\displaystyle =2\sum _{i=1}^{2}m_{i}r_{i}\left(r_{i}{\ddot {\phi }}+g\sin \phi \right)\delta {\ddot {\phi }}=0}
Wegen der Willkürlichkeit von {\displaystyle \delta {\ddot {\phi }}} folgt nach Kürzung des Faktors 2 die Bewegungsgleichung:
{\displaystyle \left(m_{1}r_{1}^{2}+m_{2}r_{2}^{2}\right){\ddot {\phi }}+\left(m_{1}r_{1}+m_{2}r_{2}\right)g\sin \phi =0}

## Eine formale Interpretation
Im Folgenden wird eine Interpretation des gaußschen Prinzips für ein allgemeines Punktmassensystem mit Zwangsbedingungen gegeben.

### Systembeschreibung
{\displaystyle \left(k=1,\ldots ,n\right)} Punktmassen mit Koordinaten 
{\displaystyle x=\left(x_{1},\ldots ,x_{3n}\right)^{T}} bewegen sich unter Einfluss eingeprägter Kräfte, die von der Zeit, Ort und Geschwindigkeiten abhängen. 
Die Bewegung des freien Systems wird durch die Gleichung
{\displaystyle M\partial _{t}^{2}x(t)=F(t,x(t),\partial _{t}x(t))}
beschrieben ({\displaystyle M} ist die Massenmatrix), wobei nun der Ort {\displaystyle x(t)} als zeitabhängige Funktion zu interpretieren ist und {\displaystyle \partial _{t}x,\partial _{t}^{2}x} die erste bzw. zweite Zeitableitung sind.
Bei dem zu untersuchenden System sind jedoch {\displaystyle z\in \mathbb {N} } zusätzliche Zwangsbedingungen gegeben {\displaystyle (0\leq z\leq 3n)}, die durch die Gleichung
{\displaystyle G(t,x,\partial _{t}x)=0\in \mathbb {R} ^{z}}
mit einer vektorwertigen Funktion {\displaystyle G\colon (t,x,\partial _{t}x)\mapsto G(t,x,\partial _{t}x)\in \mathbb {R} ^{z}} beschrieben werden.
Mit Hilfe des gaußschen Prinzips soll die Bewegungsgleichung des Systems mit Zwangsbedingungen aufgestellt werden, die an die Stelle der Bewegungsgleichung für das freie System tritt.

### Interpretation des gaußschen Prinzips
Das oben verbal formulierte gaußsche Prinzip stellt nicht nur eine Optimierungsaufgabe dar, sondern eine ganze Familie durch die Zeit {\displaystyle t} parametrisierter Optimierungsaufgaben, denn der Zwang soll zu jedem Zeitpunkt ein Minimum annehmen (das ist einer der feinen Unterschiede des gaußschen Prinzips zum Prinzip der stationären Wirkung, bei dem die Wirkung {\displaystyle S[x]} ein von der gesamten Bewegung {\displaystyle x} abhängiges Funktional ist).
Zu jedem festen Zeitpunkt {\displaystyle t} konkurrieren alle zweimal stetig im Kurvenparameter {\displaystyle \tau } differenzierbaren Kurven
{\displaystyle \tau \mapsto x(t,\tau )\in \mathbb {R} ^{3n}}
die die Zwangsbedingung
{\displaystyle G(\tau ,x(t,\tau ),\partial _{\tau }x(t,\tau ))=0}
erfüllen, an der Stelle {\displaystyle \tau =t} durch denselben Ort
{\displaystyle \left.x(t,\tau )\right|_{\tau =t}=x(t)}
gehen und dieselbe Geschwindigkeit
{\displaystyle \left.\partial _{\tau }x(t,\tau )\right|_{\tau =t}={\dot {x}}(t)}
haben um das Zwangsminimum.
Zum Aufstellen einer Gleichung für die den Zwang minimierende Bewegung {\displaystyle x} wird eine im Abschnitt „Ein Hilfsmittel aus der Analysis reeller Funktionen in einer reellen Veränderlichen“ des Eintrages zur Variationsrechnung vorgestellte Methode verwendet.
Aus der Menge aller konkurrierender Kurven wird eine beliebige reell-parametrige Schar {\displaystyle \{\tau \mapsto x(t,\tau ,\alpha )\}_{\alpha }} herausgegriffen, die nach dem Scharparameter {\displaystyle \alpha } differenzierbar sei. Die Kurve für {\displaystyle \alpha =0}, also {\displaystyle \tau \mapsto x(t,\tau ,0)}, soll gerade mit der physikalisch ausgezeichneten Bewegung {\displaystyle t\mapsto x(t)} übereinstimmen. Das heißt, dass zu jeder Zeit {\displaystyle t} der vom Scharparameter {\displaystyle \alpha } abhängigen Zwang
{\displaystyle Z(t,\alpha ):=\left.\left(\partial _{\tau }^{2}x(t,\tau ,\alpha )-M^{-1}F\right)^{T}M\left(\partial _{\tau }^{2}x(t,\tau ,\alpha )-M^{-1}F\right)\right|_{\tau =t}}
{\displaystyle =\left.\left({\sqrt {M}}\left(\partial _{\tau }^{2}x(t,\tau ,\alpha )-M^{-1}F)\right)\right)^{2}\right|_{\tau =t}}
an der Stelle {\displaystyle \alpha =0} ein Minimum annimmt (die zweite Darstellung dient im Wesentlichen einer übersichtlicheren Notation). Hält man die Zeit {\displaystyle t} fest, so ist {\displaystyle \alpha \mapsto Z(t,\alpha )} nur noch von {\displaystyle \alpha } abhängig. Eine notwendige Bedingung dafür, dass diese Funktion bei {\displaystyle \alpha =0} ein Minimum annimmt, ist, dass die Ableitung des Zwangs nach {\displaystyle \alpha } bei {\displaystyle \alpha =0} gleich null wird, also
{\displaystyle \left.\partial _{\alpha }Z(t,\alpha )\right|_{\alpha =0}=0.}
Berücksichtigt man, dass diese Gleichung für jede beliebige gemäß den obigen Voraussetzungen gewählte Kurvenschar {\displaystyle \left\{x(t,\tau ,\alpha )\right\}_{\alpha }} gelten muss,
erhält man daraus die Bewegungsgleichung für das System mit den vorgegebenen Zwangsbedingungen.
Das wird im nächsten Abschnitt weiter ausgeführt.

### Übergang zum jourdainschen Prinzip und zur lagrangeschen Darstellung
Entsprechend der eben skizzierten Vorgehensweise werden nun die Bewegungsgleichungen in einer der Berechnung besser zugänglichen Form aufgestellt. Das dadurch entstehende Gleichungssystem wird auch als jourdainsches Prinzip oder Prinzip der virtuellen Leistung interpretiert.
Zunächst führt man die Differentiation nach {\displaystyle \alpha } in der letzten abgesetzten Gleichung weiter aus.
{\displaystyle \left.\partial _{\alpha }Z(t,\alpha )\right|_{\alpha =0}=2\left(\partial _{\tau }^{2}x(t,\tau ,0)-M^{-1}F(\,t,x(t,\tau ,\alpha ),\partial _{\tau }x(t,\tau ,\alpha )\,)\right)^{T}M\,\partial _{\alpha }\left.\partial _{\tau }^{2}x(t,\tau ,\alpha )\right|_{\alpha =0,\tau =t}}
Hierbei wurde benutzt, dass viele Terme der inneren Ableitung wegen {\displaystyle \partial _{\alpha }x(t,\tau ,\alpha )|_{\tau =t}=0} und
{\displaystyle \partial _{\alpha }\partial _{\tau }x(t,\tau ,\alpha )|_{\tau =t}=0} gleich null sind.
Um zu verdeutlichen, dass in der Klammer die linke Seite der Kräftebilanz für das freie System steht,
wird noch die Massenmatrix {\displaystyle M} in die Klammer hinein gezogen.
{\displaystyle \left.\partial _{\alpha }Z(t,\alpha )\right|_{\alpha =0}=2\left(M\partial _{\tau }^{2}x(t,\tau ,\alpha )-F(\,t,x(t,\tau ,\alpha ),\partial _{\tau }x(t,\tau ,\alpha )\,)\right)^{T}\partial _{\alpha }\left.\partial _{\tau }^{2}x(t,\tau ,\alpha )\right|_{\alpha =0,\tau =t}}
Die mit den Zwangsbedingungen verträglichen Variationen der Beschleunigung {\displaystyle \partial _{\alpha }\left.\partial _{\tau }^{2}x(t,\tau ,\alpha )\right|_{\alpha =0,\tau =t}} erhält man durch Ableitung der Zwangsbedingung
{\displaystyle G(\tau ,x(t,\tau ,\alpha ),\partial _{\tau }x(t,\tau ,\alpha ))=0}
nach {\displaystyle \tau } an der Stelle {\displaystyle \tau =t} und dann nach {\displaystyle \alpha }.
{\displaystyle 0=\left.\partial _{\tau }G(\tau ,x(t,\tau ,\alpha ),\partial _{\tau }x(t,\tau ,\alpha ))\right|_{\tau =t}}
{\displaystyle =\left[\partial _{1}G+\partial _{2}G\partial _{\tau }x+\partial _{3}G\partial _{\tau }^{2}x\right]_{\tau =t}}
Hier wurden der Übersicht halber die Argumente weggelassen und mit {\displaystyle \partial _{i}} die partiellen Ableitungen nach Zeit (i=1), Ort (i=2) und Geschwindigkeit (i=3) bezeichnet. Bei der anschließenden Differentiation nach {\displaystyle \alpha } nutzt man wieder aus, dass für {\displaystyle \tau =t} die Variationen von Ort und Geschwindigkeit gleich null sind und erhält die gewünschte Bedingung dafür, dass {\displaystyle \partial _{\alpha }\partial _{\tau }^{2}x|_{\alpha =0,\tau =t}}
mit den Zwangsbedingungen verträglich ist:
{\displaystyle \left.\partial _{3}G(t,x(t,t,0),\partial _{\tau }x(t,\tau ,0)\right|_{\tau =t})\left.\partial _{\alpha }\partial _{\tau }^{2}x\right|_{\alpha =0,\tau =t}=0}
Führt man in der letzten Gleichung und in der letzten Gleichung für {\displaystyle \left.\partial _{\alpha }Z(t,\alpha )\right|_{\alpha =0}=0} für die Variation der Beschleunigung {\displaystyle \partial _{\alpha }\partial _{\tau }^{2}x|_{\alpha =0,\tau =t}} das Zeichen {\displaystyle \delta v} ein und
substituiert man (korrekterweise) {\displaystyle x(t,\tau ,\alpha )|_{\alpha =0,\tau =t}=x(t)} und {\displaystyle \partial _{\tau }x(t,\tau ,\alpha )|_{\alpha =0,\tau =t}={\dot {x}}(t)}, so erhält man letztendlich aus dem gaußschen Prinzip die übliche Schreibweise für das jourdainsche Prinzip der virtuellen Leistung:
Die physikalisch ausgezeichnete Bewegung {\displaystyle t\mapsto x(t)} verläuft gerade so, dass zu jedem Zeitpunkt {\displaystyle t} die Gleichung
{\displaystyle \left(M{\ddot {x}}(t)-F(\,t,x(t),{\dot {x}}(t)\,)\right)^{T}\delta v=0}
für alle {\displaystyle \delta v\in \mathbb {R} ^{3n}} mit 
{\displaystyle \partial _{3}G(t,x(t),{\dot {x}}(t))\delta v=A\delta v=0}
erfüllt ist.
Das kann so interpretiert werden, dass zumindest in den Richtungen {\displaystyle \delta v}, in denen sich das System momentan frei bewegen kann, das System mit Zwangsbedingungen auch die Bewegungsgleichungen des freien Systems erfüllen muss.
Die Größen {\displaystyle \delta v} werden als virtuelle Geschwindigkeiten bezeichnet.
Für eine effektivere Berechnung kann man das vorstehende Gleichungssystem wie folgt in die lagrangesche Darstellung (Lagrangegleichung 1. Art) überführen, die auch zum d´Alembert Prinzip äquivalent ist.
Mit der zweiten Gleichung wird ausgedrückt, dass die Menge aller zulässigen {\displaystyle \delta v} gerade der Kern der Matrix
{\displaystyle A=\partial _{3}G(t,x(t),{\dot {x}}(t))} ist und die erste Gleichung besagt, dass {\displaystyle \left(M{\ddot {x}}(t)-F(\,t,x(t),{\dot {x}}(t)\,)\right)} im orthogonalen Komplement dieser Menge liegt. Insgesamt erhält man also
{\displaystyle \left(M{\ddot {x}}(t)-F(\,t,x(t),{\dot {x}}(t)\,)\right)\in \left(\operatorname {Kern} \,A\right)^{\perp }=\operatorname {Bild} \,A^{T}}
Denn aus {\displaystyle \,A{\vec {x}}=0} folgt {\displaystyle \,{\vec {y}}^{T}A{\vec {x}}={(A^{T}{\vec {y}})}^{T}{\vec {x}}=0}. Es gibt also einen (zeitabhängigen) Vektor {\displaystyle \lambda (t)\in \mathbb {R} ^{z}} (der Lagrange-Multiplikator), mit dem
{\displaystyle M{\ddot {x}}(t)-F(\,t,x(t),{\dot {x}}(t)\,)=A^{T}\lambda (t)}
gilt (Lagrangegleichungen 1. Art).
Eine Interpretation dafür ist, dass senkrecht zu den möglichen virtuellen Geschwindigkeiten {\displaystyle \delta v} beliebige Zwangskräfte {\displaystyle \,A^{T}\lambda (t)} wirken können.

### Explizite Ableitung des d'Alembert Prinzips
Holonome Zwangsbedingungen {\displaystyle \,C(t,x(t))=0}, in denen die Geschwindigkeiten nicht explizit vorkommen, können in die bisherige Behandlung einbezogen werden, indem man setzt: 
{\displaystyle G(t,x(t),{\dot {x}}(t)):={\frac {\mathrm {d} }{\mathrm {d} t}}C(t,x(t))=\partial _{1}C(t,x(t))+\partial _{2}C(t,x(t))\,{\dot {x}}(t)=0}
Aus der Anschauung ist klar, dass die Zwangsbedingung für den Ort, die das System in eine bestimmte Bahn zwingt, auch die möglichen Geschwindigkeiten einschränkt. Es ergibt sich im jourdainschen Prinzip:
{\displaystyle \partial _{3}G(t,x(t),{\dot {x}}(t))\delta v=\partial _{2}C(t,x(t))\delta v=0}
Da danach die Variation der Geschwindigkeiten in den Zwangsflächen erfolgt, kann man die {\displaystyle \,\delta v} durch die virtuellen Verschiebungen {\displaystyle \,\delta x} ersetzen und es ergibt sich die übliche Form des d´Alembert Prinzips:
Die physikalisch ausgezeichnete Bewegung {\displaystyle t\mapsto x(t)} verläuft so, dass zu jedem Zeitpunkt {\displaystyle t} die Gleichung
{\displaystyle \left(M{\ddot {x}}(t)-F(t,x(t),{\dot {x}}(t))\right)\delta x=0}
für alle {\displaystyle \delta x\in \mathbb {R} ^{3n}} mit
{\displaystyle \partial _{2}C(t,x(t))\delta x=0}
erfüllt ist. Die Lagrangegleichungen 1. Art folgen wie oben:
{\displaystyle M{\ddot {x}}(t)-F(t,x(t),{\dot {x}}(t))=\partial _{2}C(t,x(t))^{T}\,\lambda (t)}
mit {\displaystyle \lambda (t)\in \mathbb {R} ^{z}}.

## Verweise
1. ↑  Form nach dem Buch von Cornelius Lanczos, wo der Vorfaktor 1/2 aus der Ableitung aus dem d´Alembert Prinzip stammt, er kann bei anderen Autoren auch wegfallen
2. ↑  The Variational Principles of Mechanics, Dover, S. 106